# Boko Haram
Boko Haram, kalder sig selv Wilāyat Gharb Ifrīqīyyah (Arabic:الولاية الإسلامية غرب أفريقيا, (Islamisk Stat's) Vestafrikanske provins, ISWAP), tidligere kaldet Jamā'at Ahl as-Sunnah lid-Da'wah wa'l-Jihād' (betyder på hausa: "vestlig uddannelse er en synd") er en militant nigeriansk islamistisk gruppe under ledelse af Abubakar Shekau. Boko Haram blev grundlagt i 2002, i marts 2015 blev gruppen en del af Islamisk Stat. Militsens mål er at indføre Sharia-lovene i hele Nigeria, og gruppen er i konflikt med både regeringen og de kristne i landet. Lokalbefolkningen kalder ofte gruppens medlemmer for "talibanere".

## Organisationen

### Finansiering
Boko Haram finansier sig igennem forskellige type aktiviteter, hvoraf de fire hovedindtægter formentligt er:
- Kidnapninger,[9] røveri og afpresning;
- Donationer fra internationale støtter;
- Narkotikahandel,[10][11] smugling og krybskytteri;
- Donationer og støtte fra andre militante grupper;[12]

## Historie
I 2002 blev Boko Haram grundlagt i Maiduguri af Muhammad Yusuf. Gruppen blev anset som mere eller mindre fredelig indtil 2009. Den 26. juli 2009 kom gruppen i konflikt med regeringen i delstaten Bauchi under en demonstration, og politiet arresterede flere medlemmer af gruppen som de mistænkte for at planlægge et attentat. Dagen efter satte Boko Haram-aktivister flere kirker, en politistation, et toldkontor og et fængsel i Borno i brand. Regeringen svarede igen med en massiv militær offensiv, og omkring 700 mennesker blev dræbt under den fem dage lange krig, deriblandt højtstående medlemmer. Yusuf forsøgte at flygte, men blev indhentet og pågrebet. Herefter har Abubakar Shekau været gruppens leder.
I 2011 var gruppen ansvarlig for mere end 450 drab i Nigeria. I januar 2012 udførte Boko Haram en serie angreb som førte til ca. 200 dødsfald.
I 2014 stod gruppen bag kidnapning af 276 skolepiger fra en kostskole i byen Chibok, hvilket førte til en omsiggribende hashtag-kampagne.
Den 8 januar, 2015 rapporterede flere medier at Boko Haram havde dræbt flere hundrede personer i Borno-delstaten, Nigeria. Andre rapporter anslog at dødstallet var helt op imod 2000. Det blev berettet, at armerede Boko Haram-grupper angreb 16 byer og landsbyer i Borno-staten, som følge af erobringen af Baga og én militærbase, den forudgående weekend. Lørdag den 10. januar 2015 fulgte Boko Haram aktionen op med at sende en ca. tiårig pige med en bombe spændt om livet ind på en markedsplads i en landsby i Borno. Vidner har udtalt, at pigen næppe var klar over, at hun bar bomben, som blev udløst af en fjernbetjening. Det antages, at de intensiverede aktioner skyldes ønsket om at påvirke udfaldet af det kommende valg i Nigeria.
I februar 2015 indrømmede Nigerias daværende præsident Goodluck Jonathan, at han og regeringen havde undervurderet Boko Haram. Samtidig indsatte nabolandene Tchad, Cameroun, Niger og Benin hjælpetropper ind i kampene mod terrororganisationen.
I 2018 bortførte gruppen 110 piger fra universitet i Dapchi og i 2020 tog gruppen skylden for bortførelsen af hundredvis af skoleelver fra en skole i Kankara.

### Islamisk Stat
Boko Haram havde oprindeligt forbindelser til al-Qaeda, i 2014 udtrykte gruppen støtte for Islamisk Stat, senere i marts 2015 lovede gruppen formelt troskab til IS og er siden blevet en del af den oprindeligt syrisk-irakiske terrororganisation, således at Boko Haram i dag er en organisation under IS. I april 2015 skiftede Boko Haram officielt navn til Islamisk Stats Vestafrikanske Provins (Iswap).

## Internationale reaktioner

### Lande som anser Boko Haram som terrororganisation
| Land/Organisation          | Dato             |
| -------------------------- | ---------------- |
| New Zealand                | 20 August 2012   |
| United Kingdom             | 10 Juli 2013     |
| United States              | 14 November 2013 |
| Canada                     | 24 December 2013 |
| United Nations             | 22 Maj 2014      |
| Australia                  | 26 Juni 2014     |
| Forenede Arabiske Emirater | 15 November 2014 |

### Afrikanske koalitionsstyrker
Efter en række møder over mange måneder annoncerede Camerouns udenrigsminister den 30. november 2014 at en koalition styrke til bekæmpelse af terrorisme, deriblandt Boko Haram, snart ville blive operationel. Styrken skal indeholde 3.500 soldater fra Benin, Tchad, Cameroun, Niger og Nigeria.

### Fransk og britisk assistance
Frankrig og Storbritannien har sammen med USA koordineret assistance og hjælp til regeringens kamp imod Boko Haram, de har blandt andet sendt militærtrænere og materiel støtte til Nigeria. Frankrig har haft planer om at sende 3.000 tropper til regionen for at hjælpe i terrorbekæmpelses operationer. Israel og Canada har også lovet støtte.

### Kinesisk assistance
I maj 2014 tilbød Kina Nigeria assistance som inkluderede satellitdata, og eventuelt militært udstyr.